# 75. ročník udílení cen Emmy
75. ročník udílení cen Emmy oceňující nejlepší televizní počiny v období od 1. června 2022 do 31. května 2023 se konal dne 15. ledna 2024 v Peacock Theater v Los Angeles v Kalifornii. Přímý přenos byl vysílán televizní stanicí Fox. Původně se udílení mělo konat v září 2023, ale kvůli stávce herců a scenáristů bylo odloženo. Ceremoniál moderoval Anthony Anderson.

## Vítězové a nominovaní
Vítězové jsou uvedeni jako první a označeni tučně.

### Pořady
| Nejlepší komediální seriál | Nejlepší dramatický seriál |
| --- | --- |
| Medvěd (FX) - Základka Willarda Abbotta (ABC) - Barry (HBO) - Soudní porota (Amazon Freevee) - Úžasná paní Maiselová (Prime Video) - Jen vraždy v budově (Hulu) - Ted Lasso (Apple TV+) - Wednesday (Netflix) | Boj o moc (HBO) - Andor (Disney+) - Volejte Saulovi (AMC) - Koruna (Netflix) - Rod draka (HBO) - The Last of Us (HBO) - Bílý lotos (HBO) - Yellowjackets (Showtime) |
| Nejlepší minisérie | Nejlepší soutěžní pořad |
| Ve při (Netflix) - Monstrum: Příběh Jeffreyho Dahmera (Netflix) - Daisy Jones & the Six (Prime Video) - Fleishman v průšvihu (FX) - Obi-Wan Kenobi (Disney+)                                                  | RuPaul's Drag Race (MTV) - The Amazing Race (CBS) - Survivor (CBS) - Top Chef (Bravo) - The Voice (NBC)                                                             |
| Nejlepší talk show | Nejlepší skrpitovaný pořad |
| The Daily Show with Trevor Noah (Comedy Central) - Jimmy Kimmel Live! (ABC) - Late Night with Seth Meyers (NBC) - The Late Show with Stephen Colbert (CBS) - Problém s Jonem Stewartem (Apple TV+)            | John Oliver: Co týden dal a vzal (HBO) - Black Lady Sketch Show (HBO) - Saturday Night Live (NBC)                                                                   |

### Herectví

#### Hlavní role
| Nejlepší herec v komediálním seriálu | Nejlepší herečka v komediálním seriálu |
| --- | --- |
| Jeremy Allen White jako Carmen „Carmy“ Berzatto – Medvěd - Bill Hader jako Barry Berkman / Barry Block – Barry - Jason Segel jako Jimmy Laird – Terapie pravdou - Martin Short jako Oliver Putnam – Jen vraždy v budově - Jason Sudeikis jako Ted Lasso – Ted Lasso                                                                                          | Quinta Brunson jako Janine Teagues – Základka Willarda Abbotta - Christina Applegate jako Jen Harding – Smrt nás spojí - Rachel Brosnahanová jako Miriam „Midge“ Maiselová – Úžasná paní Maiselová - Natasha Lyonne jako Charlie Cale – Poker Face - Jenna Ortega jako Wednesday Addamsová – Wednesday    |
| Nejlepší herec v dramatickém seriálu | Nejlepší herečka v dramatickém seriálu |
| Kieran Culkin jako Roman Roy – Boj o moc - Jeff Bridges jako Dan Chase – Starej chlap - Brian Cox jako Logan Roy – Boj o moc - Bob Odenkirk jako Jimmy McGill / Saul Goodman – Volejte Saulovi - Pedro Pascal jako Joel Miller – The Last of Us - Jeremy Strong jako Kendall Roy – Boj o moc                                                                 | Sarah Snooková jako Shiv Roy – Boj o moc - Sharon Horgan jako Eva Garvey – Zlé sestry - Melanie Lynskey jako Shauna Sadecki – Yellowjackets - Elisabeth Mossová jako June / Offred – Příběh služebnice - Bella Ramsey jako Ellie – The Last of Us - Keri Russellová jako Kate Wyler – Diplomatické vztahy |
| Nejlepší herec v minisérii nebo televizním filmu | Nejlepší herečka v minisérii nebo televizním filmu |
| Steven Yeun jako Danny Cho – Ve při - Taron Egerton jako Jimmy Keene – Volavka - Kumail Nanjiani jako Somen Banerjee – Představujeme vám Chippendales - Evan Peters jako Jeffrey Dahmer – Monstrum: Příběh Jeffreyho Dahmera - Daniel Radcliffe jako „Weird Al“ Yankovic – Weird: The Al Yankovic Story - Michael Shannon jako George Jones – George & Tammy | Ali Wong jako Amy Lau – Ve při - Lizzy Caplan jako Libby – Fleishman v průšvihu - Jessica Chastainová jako Tammy Wynette – George & Tammy - Dominique Fishback jako Dre – Roj - Kathryn Hahn jako Claire Pierce – Krásné maličkosti - Riley Keough jako Daisy Jones – Daisy Jones & the Six               |

#### Vedlejší role
| Nejlepší herec ve vedlejší roli v komediálním seriálu | Nejlepší herečka ve vedlejší roli v komediálním seriálu |
| --- | --- |
| Ebon Moss-Bachrach jako Richard „Richie“ Jerimovich – Medvěd - Anthony Carrigan jako NoHo Hank – Barry - Phil Dunster jako Jamie Tartt – Ted Lasso - Brett Goldstein jako Roy Kent – Ted Lasso - James Marsden jako on sám – Soudní porota - Tyler James Williams jako Gregory Eddie – Základka Willarda Abbotta - Henry Winkler jako Gene Cousineau – Barry                                           | Ayo Edebiri jako Sydney Adamu – Medvěd - Alex Borsteinová jako Susie Myerson – Úžasná paní Maiselová - Janelle James jako Ava Coleman – Základka Willarda Abbotta - Sheryl Lee Ralph jako Barbara Howard – Základka Willarda Abbotta - Juno Temple jako Keeley Jonesová – Ted Lasso - Hannah Waddingham jako Rebecca Weltonová – Ted Lasso - Jessica Williams jako Gaby – Terapie pravdou                                      |
| Nejlepší herec ve vedlejší roli v dramatickém seriálu | Nejlepší herečka ve vedlejší roli v dramatickém seriálu |
| Matthew Macfadyen jako Tom Wambsgans – Boj o moc - F. Murray Abraham jako Bert Di Grasso – Bílý lotos - Nicholas Braun jako Greg Hirsch – Boj o moc - Michael Imperioli jako Dominic Di Grasso – Bílý lotos - Theo James jako Cameron Sullivan – Bílý lotos - Alan Ruck jako Connor Roy – Boj o moc - Will Sharpe jako Ethan Spiller – Bílý lotos - Alexander Skarsgård jako Lukas Matsson – Boj o moc | Jennifer Coolidge jako Tanya McQuoidová-Hunt – Bílý lotos - Elizabeth Debicki jako princezna Diana – Koruna - Meghann Fahy jako Daphne Sullivanová – Bílý lotos - Sabrina Impacciatore jako Valentina – Bílý lotos - Aubrey Plaza jako Harper Spillerová – Bílý lotos - Rhea Seehorn jako Kim Wexler – Volejte Saulovi - J. Smith-Cameron jako Gerri Kellman – Boj o moc - Simona Tabasco jako Lucia Greco – Bílý lotos        |
| Nejlepší herec ve vedlejší roli v minisérii nebo televizním filmu | Nejlepší herečka ve vedlejší roli v minisérii nebo televizním filmu |
| Paul Walter Hauser jako Larry Hall – Volavka - Murray Bartlett jako Nick De Noia – Představujeme vám Chippendales - Richard Jenkins jako Lionel Dahmer – Monstrum: Příběh Jeffreyho Dahmera - Joseph Lee jako George Nakai – Ve při - Ray Liotta jako James „Big Jim“ Keene – Volavka (posmrtně) - Young Mazino jako Paul Cho – Ve při - Jesse Plemons jako Allan Gore – Láska a smrt                  | Niecy Nash-Betts jako Glenda Clevelandová – Monstrum: Příběh Jeffreyho Dahmera - Annaleigh Ashford jako Irene – Představujeme vám Chippendales - Maria Bellová jako Jordan – Ve při - Claire Danesová jako Rachel – Fleishman v průšvihu - Juliette Lewis jako Denise – Představujeme vám Chippendales - Camila Morroneová jako Camila Alvarez – Daisy Jones & the Six - Merritt Wever jako Frankie Pierce – Krásné maličkosti |

### Režie
| Nejlepší režie komediálního seriálu | Nejlepší režie dramatického seriálu |
| --- | --- |
| Medvěd (díl: „Recenze“), režie: Christopher Storer (FX) - Barry (díl: „wow“), režie: Bill Hader (HBO) - Úžasná paní Maiselová (díl: „Čtyři minuty“), režie: Amy Sherman-Palladino (HBO Max) - The Ms. Pat Show (díl: „Don't Touch My Hair“), režie: Mary Lou Belli (BET+) - Ted Lasso (díl: „Sbohem“), režie: Declan Lowney (Apple TV+) - Wednesday (díl: „Prokletá dívka Wednesday“), režie: Tim Burton (Netflix)                                                 | Boj o moc (díl: „Connorova svatba“), režie: Mark Mylod (HBO) - Andor (díl: „Ulice Rix“), režie: Benjamin Caron (Disney+) - Zlé sestry (díl: „Hajzl“), režie: Dearbhla Walsh (Apple TV+) - The Last of Us (díl: „Long, Long Time“), režie: Peter Hoar (HBO) - Boj o moc (díl: „Amerika rozhodne“), režie: Andrij Parekh (HBO) - Boj o moc (díl: „Living+“), režie: Lorene Scafaria (HBO) - Bílý lotos (díl: „Arrivederci“) – režie: Mike White (HBO) |
| Nejlepší režie minisérie nebo televizního filmu | |
| Ve při (díl: „Představa světla“), režie: Lee Sung Jin (Netflix) - Ve při (díl: „Zdroj falešných iluzí“), režie: Jake Schreier (Netflix) - Monstrum: Příběh Jeffreyho Dahmera (díl: „První díl“), režie: Carl Franklin (Netflix) - Monstrum: Příběh Jeffreyho Dahmera (díl: „Umlčený“), režie: Paris Barclay (Netflix) - Fleishman v průšvihu (díl: „Čas pro sebe“), režie: Jonathan Dayton a Valerie Faris (FX) - Predátor: Kořist, režie: Dan Trachtenberg (Hulu) | |

### Scénář
| Nejlepší scénář pro komediální seriál | Nejlepší scénář pro dramatický seriál |
| --- | --- |
| Medvěd (díl: „Systém“), režie: Christopher Storer (FX) - Barry (díl: „wow“), scénář: Bill Hader (HBO) - Soudní porota (díl: „Ineffective Assistance“), scénář: Mekki Leeper (Amazon Freevee) - Jen vraždy v budově (díl: „Vím, kdo to udělal“), scénář: John Hoffman, Matteo Borghese, Rob Turbovsky (Hulu) - The Other Two (díl: „Cary & Brooke Go to an AIDS Play“), scénář: Chris Kelly, Sarah Schneider (HBO Max) - Ted Lasso (díl: „Sbohem“), scénář: Brendan Hunt, Joe Kelly, Jason Sudeikis (Apple TV+) | Boj o moc (díl: „Connorova svatba“), scénář: Jesse Armstrong (HBO) - Andor (díl: „Teď jdem ven“), scénář: Beau Willimon (Disney+) - Zlé sestry (díl: „Hajzl“), scénář: Sharon Horgan, Dave Finkel, Brett Baer (Apple TV+) - Volejte Saulovi (díl: „Namířit a stisknout“), scénář: Gordon Smith (AMC) - Volejte Saulovi (díl: „Všechno je to pryč, Saule“), scénář: Peter Gould (AMC) - The Last of Us (díl: „Long, Long Time“), scénář: Craig Mazin (HBO) - Bílý lotos (díl: „Arrivederci“), scénář: Mike White (HBO) |
| Nejlepší scénář pro minisérii nebo televizní film | Nejlepší scénář pro zábavný speciál |
| Ve při (díl: „Ptáci nezpívají, ale piští bolestí“), scénář: Lee Sung Jin (Netflix) - Fire Island, scénář: Joel Kim Booster (Hulu) - Fleishman v průšvihu (díl: „Čas pro sebe“), scénář: Taffy Brodesser-Akner (FX) - Predátor: Kořist, scénář: Patrick Aison a Dan Trachtenberg (Hulu) - Roj (díl: „Žíhadlo“), scénář: Janine Nabers, Donald Glover (Prime Video) - Weird: The Al Yankovic Story, scénář: Al Yankovic, Eric Appel (The Roku Channel)                                                           | - Carol Burnett: 90 Years of Laughter + Love, scénář: Jon Macks, Carol Leifer (NBC) - Chris Rock: Selective Outrage, scénář: Chris Rock (Netflix) - John Mulaney: Baby J, scénář: John Mulaney (Netflix) - Wanda Sykes: I'm an Entertainer, scénář: Wanda Sykesová (Netflix) - Would It Kill You to Laugh? Starring Kate Berlant & John Early, scénář: Kate Berlant, Andrew DeYoung, John Early (Peacock) |